# Diego de Mendoza (gobernador)
Diego de Mendoza (Asunción del Paraguay, 1540 – Potosí, 1571) fue un conquistador y colonizador español, hijo del gobernador de Asunción Francisco Mendoza y de María de Angulo. Hermano de Elvira de Mendoza, quien fue esposa de Ñuflo de Chaves. Su esposa fue Ana de la Torre, sobrina del obispo del Paraguay.

## Gobernador electo
Fue uno de los más distinguidos oficiales de la hueste de Ñuflo de Chaves que en 1558 salió del Paraguay y entró en lo que es hoy el Oriente boliviano. En 1559 en la región de Chiquitos participó de la fundación de La Barranca o Nueva Asunción. 
Cofundador de la ciudad de Santa Cruz de la Sierra, el 26 de febrero de 1561. El año 1564 viaja a Asunción para encontrarse con su esposa, luego retorna a la naciente ciudad acompañando el gran éxodo que convocó Chaves.  
En ausencia del Capitán General, quedaba a cargo del gobierno. A la muerte de Chaves, el pueblo cruceño lo eligió como sucesor, el año 1568.

## Inmolación
Contrariado el nuevo virrey del Perú, Francisco de Toledo, en noviembre de 1571 toma la decisión de reemplazarlo por Juan Pérez de Zurita. Santa Cruz se levanta contra el designado, lo apresa y lo devuelve al Perú. Ante esta situación el virrey Toledo intenta una acción punitiva contra los cruceños pero al llegar a las sierras bajas los chiriguanaes acaban con ella haciendo escapar al virrey. 
Pasó el tiempo y comenzaron a llegar cartas amistosas del Virrey. Pero después, el oficial Salgado, partidario de Mendoza, fue colgado por orden del mismo monarca. Mendoza, invitado mañosamente a Potosí fue decapitado en esa ciudad; dos autoridades cruceñas que le acompañaban fueron colgados.

## Reconocimiento
En Santa Cruz de la Sierra se considera a Mendoza como el primer mártir autonomista y su lucha quedó arraigada para siempre en el espíritu del pueblo, generación tras generación. 
Sobre la vida de Diego de Mendoza el escritor boliviano Germán Coimbra Sanz escribió un interesante drama en cinco actos; edición que lleva el nombre del héroe cruceño.
De esa obra se ha inmortalizado la siguiente alocución de Diego de Mendoza:

Mira ese mapa. Si el cartógrafo que lo hizo no está equivocado, Santa Cruz será el centro en donde converjan todos los caminos de esta parte del mundo. 

¿Cuántos años pasarán ara que eso suceda? Nadie lo sabe, pero así sucederá. Aquí está la semilla de lo que un día será árbol. Se irá nutriendo con nuestra vida y nuestra muerte, con la actitud del Capitán, con la humildad de la india... 

La gente que aquí llegue de los cuatro horizontes, bendecirá esta tierra, bendecirá su nombre; porque el más poderoso no valdrá más que el pobre, ni el tirano más rudo podrá con sus hombres...